# Castelo de Castro Verde

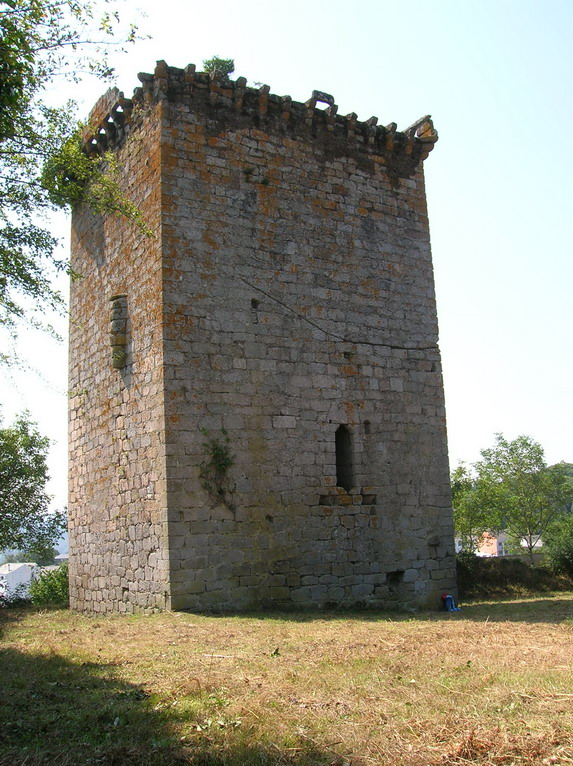
Castelo de Castroverde, Espanha: Torre de Menagem.

O Castelo de Castroverde localiza-se na paróquia de Santiago de Vilariño, no concelho de Castroverde, na província de Lugo, comunidade autónoma da Galiza, na Espanha.

## História
Erguido sobre um monte, em posição dominante sobre a vila, a primitiva ocupação humana de seu sítio remonta a um castro pré-histórico.
Foi construído no século XIV, tendo o castelo e seus domínios sido doados por Henrique II de Castela a D. Alvaro Pérez Osorio, duque de Aguiar e conde de Villalobos.
No século XV, D. Sancho Sánchez de Ulloa, conde de Monterrei, apoderou-se dos mesmos que, por sua morte foram herdados por sua prima, Da. Isabel de Castro.
No século XVI, D. Lope Osorio de Moscoso, da casa de Altamira, adquiriu o castelo, a vila e seus domínios.
Actualmente em mãos de particulares, do antigo castelo restam apenas as ruínas das muralhas e a torre de menagem.
Encontra-se sob a proteção da Declaração genérica do Decreto de 22 de Abril de 1949, e da Lei n° 16/1985 sobre o Patrimônio Histórico Espanhol.

## Características
A primitiva fortificação era composta por muralhas amparadas por torreões circulares, delimitando o pátio de armas e o de honra.
O conjunto era dominado pela torre de menagem ao centro, de planta rectangular, em aparelho de granito, com as dimensões de 12 metros de comprimento por 10 metros de largura, erguendo-se a 20 metros de altura. Os seus muros possuem 2 metros de espessura. Originalmente dividida internamente em cinco pavimentos, na atualidade o seu interior encontra-se completamente derruído. Em sua face Norte, à altura do segundo pavimento, rasga-se a porta, com lintel semicircular, adornado com uma figura em relevo de um guerreiro (possívelmente um gaiteiro). Na face Oeste rasga-se uma janela com arco, tímpano e escudo de seis "roeles" dos Castro. Na face Sul, rasga-se uma janela com dupla seteira, em arco. Conserva parte do ameado construído em voladiço sobre matacães.
Pelos restos que se conservam sabe-se que o castelo contava com dois fossos, um pátio de armas e um de honra. A torre de menagem era rodeada por uma muralha interna, com torres nos ângulos e guaritas.
No Museu Provincial de Lugo acham-se dois cadeados procedentes deste castelo, com grilhetas para colocar nos pés dos presos, uma recordação do primitivo cárcere.

## Galeria

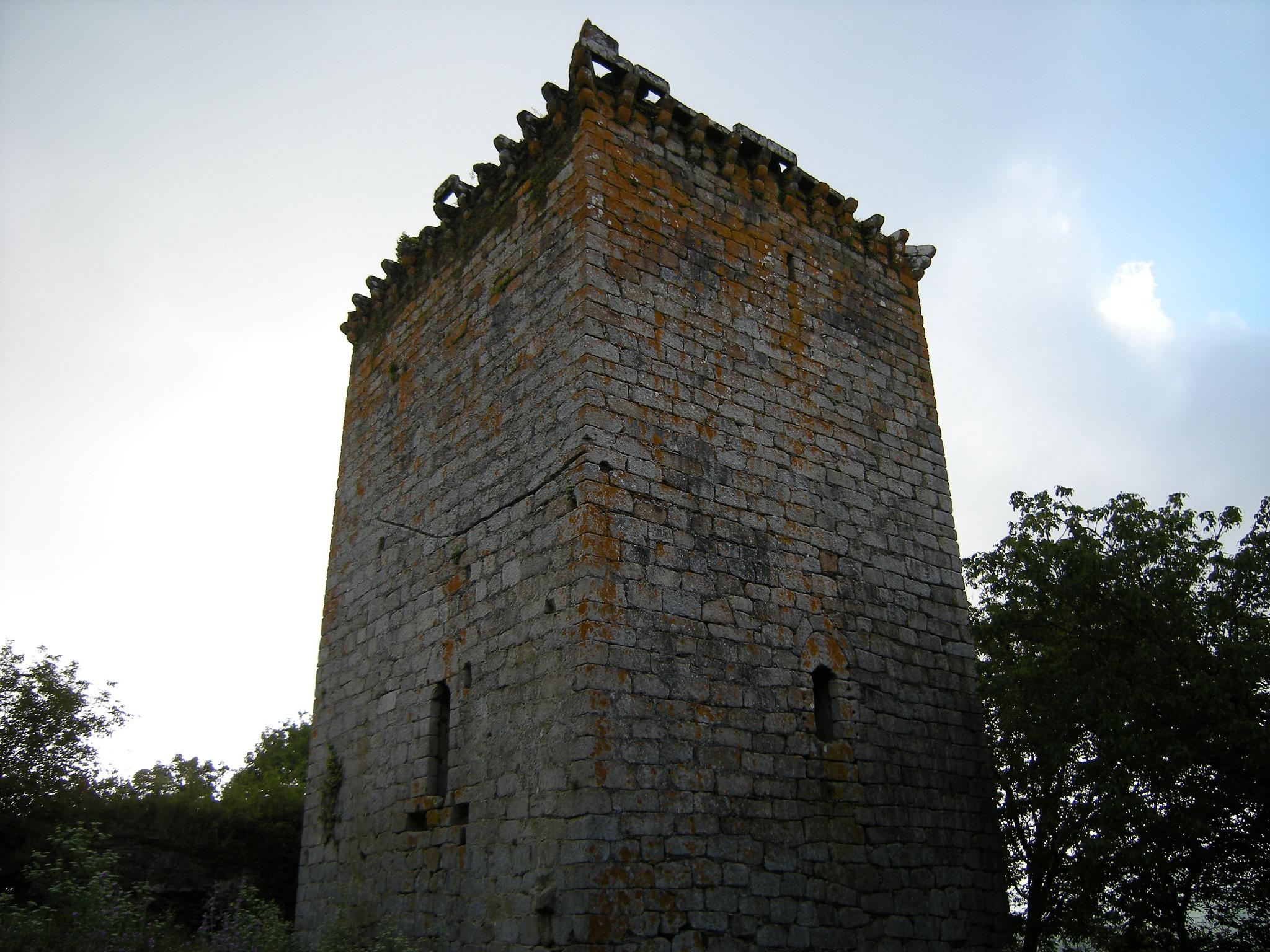
Torre de Menagem
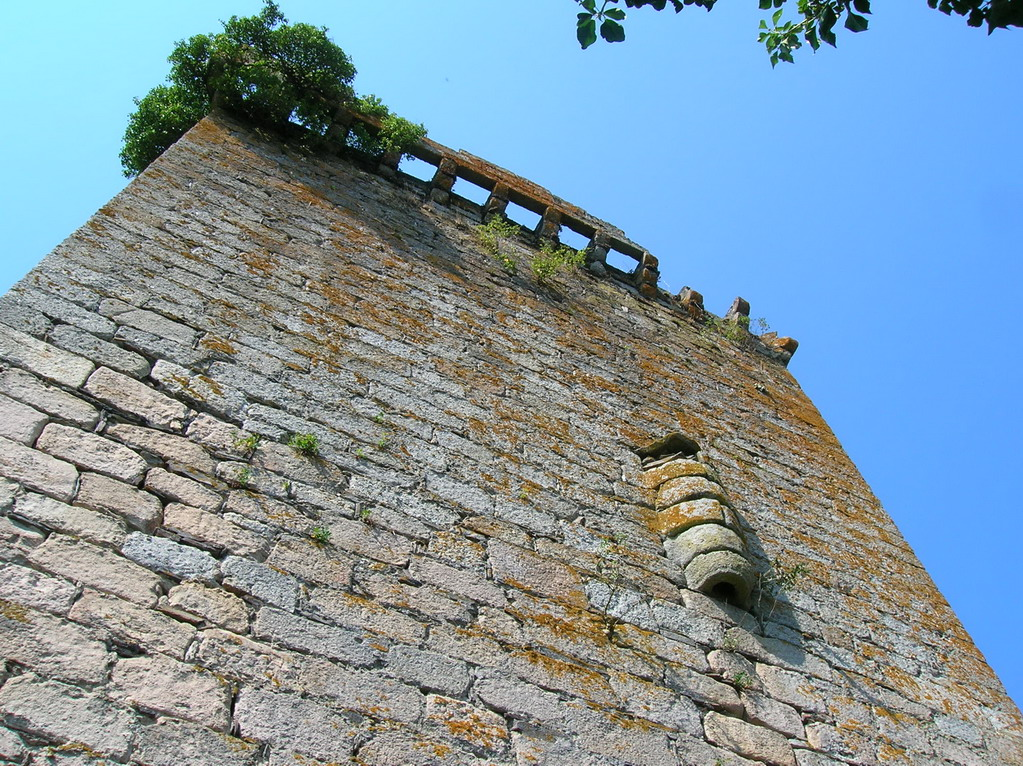
Detalhe